# Дванаеста прешевска бригада НОВЈ
Дванаеста прешевска народноослободилачка бригада НОВЈ (позната и као Бујановачка бригада) формирана је 4. септембра 1944. године у селу Старцу близу Врања.

## Борбени пут бригаде
Већ идућег дана након формирања, делови бригаде су на путу Куманово - Бујановац напали из заседе један бугарски коњички ескадрон и око 20 немачких камиона, али се касније, под притиском тенкова и борбених кола, повукли, заробивши 8 непријатељских војника и полицајаца и запленивши нешто одеће и обуће.
Дана 24. септембра, после тродневних борби код села Лојана, Ваксинца, Бреста и Глажње код Куманова, Дванаеста је, заједно с Осмом прешевском бригадом и Скопским НОП одредом, чистећи терен од балистичких снага, успела да избије на гребен Скопске Црне горе и да балисте одбаци ка селима Бресту и Блацу, наневши им губитке од око 100 мртвих и рањених. Бригаде су имале 7 мртвих и око 50 рањених бораца. Идућег дана, по наређењу Главног штаба НОВ и ПО за Македонију, 8. и 12. прешевска (бригада пребациле су се из рејона Прешева и Бујановца на Скопску Црну гору ради дејства у Качаничкој клисури.
Осма и Дванаеста прешевска бригада расформиране су 6. октобра 1944. године на Скопској Црној гори и од њховог људства формирана је 16. македонска бригада.